# 苏撒拿和长老 (丁托列托)
《苏撒拿和长老》是威尼斯画家丁托列托的一幅布面油画。这幅画绘制于1555–1556年，描绘旧约聖經次經《苏撒拿传》中的一个场景。这幅画被认为是丁托列托的“杰作”之一。  
画中年轻的已婚妇女苏撒拿坐在花园水池边洗澡，两个好色的长老在玫瑰花架的两端偷窥她，想要和她发生关系，遭到拒绝。于是长老诬告她与一名年轻男子通奸，苏撒拿被判处死刑。她转向上帝证明她的清白。年轻人但以理听到天使的声音，敦促他阻止这名无辜的妇女被陷害而死。他要求分别审问这两位长老，得到相互矛盾的回答，揭露他们的撒谎诽谤和作假证，从而证明苏撒拿的无辜而获释。   
画中，阳光照射在苏撒拿性感丰满的身体上，与黑色的玫瑰花架和水形成明暗对比效果。背景中的拱门开辟了新的视野，并增加了绘画的深度。  
画中的苏撒拿象征美丽富饶的威尼斯，两位长老象征觊觎威尼斯的奥斯曼帝国。这幅画也可以被解读为对丁托列托时代威尼斯社会的批判，谴责沉迷于性欲的男人，不顾感染梅毒的威胁，仍然嫖妓，却将性传播疾病的责任推给了女性。 